# Protoptilidae
Protoptilidae is een familie van neteldieren uit de klasse van de Anthozoa (Bloemdieren).

## Geslachten
- Distichoptilum Verrill, 1882
- Protoptilum Kölliker, 1872